# Real hasta la muerte
Real hasta la muerte è il primo album in studio del rapper portoricano Anuel AA, pubblicato il 17 luglio 2018 sotto l'etichetta Sony Music.
L'album composto da 12 canzoni, contiene varie collaborazioni con artisti come Ozuna, Ñengo Flow, Zion e Wisin. Il 18 settembre 2018 la RIAA ha certificato l'album con un disco di platino.